# Dennis Stewart (judo)
Dennis Stewart (né le 12 mai 1960 à West Bromwich) est un judoka britannique. Il participe aux Jeux olympiques d'été de 1988 dans la catégorie des poids -95 kg (poids mi-lourds) et remporte la médaille de bronze.

## Palmarès

### Jeux olympiques
- Jeux olympiques de 1988 à Séoul,  Corée du Sud
  -  Médaille de bronze